# حزم آل قوينض (القطن)
'

تعديل مصدري - تعديل

حزم ال قوينض هي إحدى قرى عزلة القطن بمديرية القطن التابعة لمحافظة حضرموت، بلغ تعداد سكانها 8 نسمة حسب تعداد اليمن لعام 2004.